# Diósgyőr

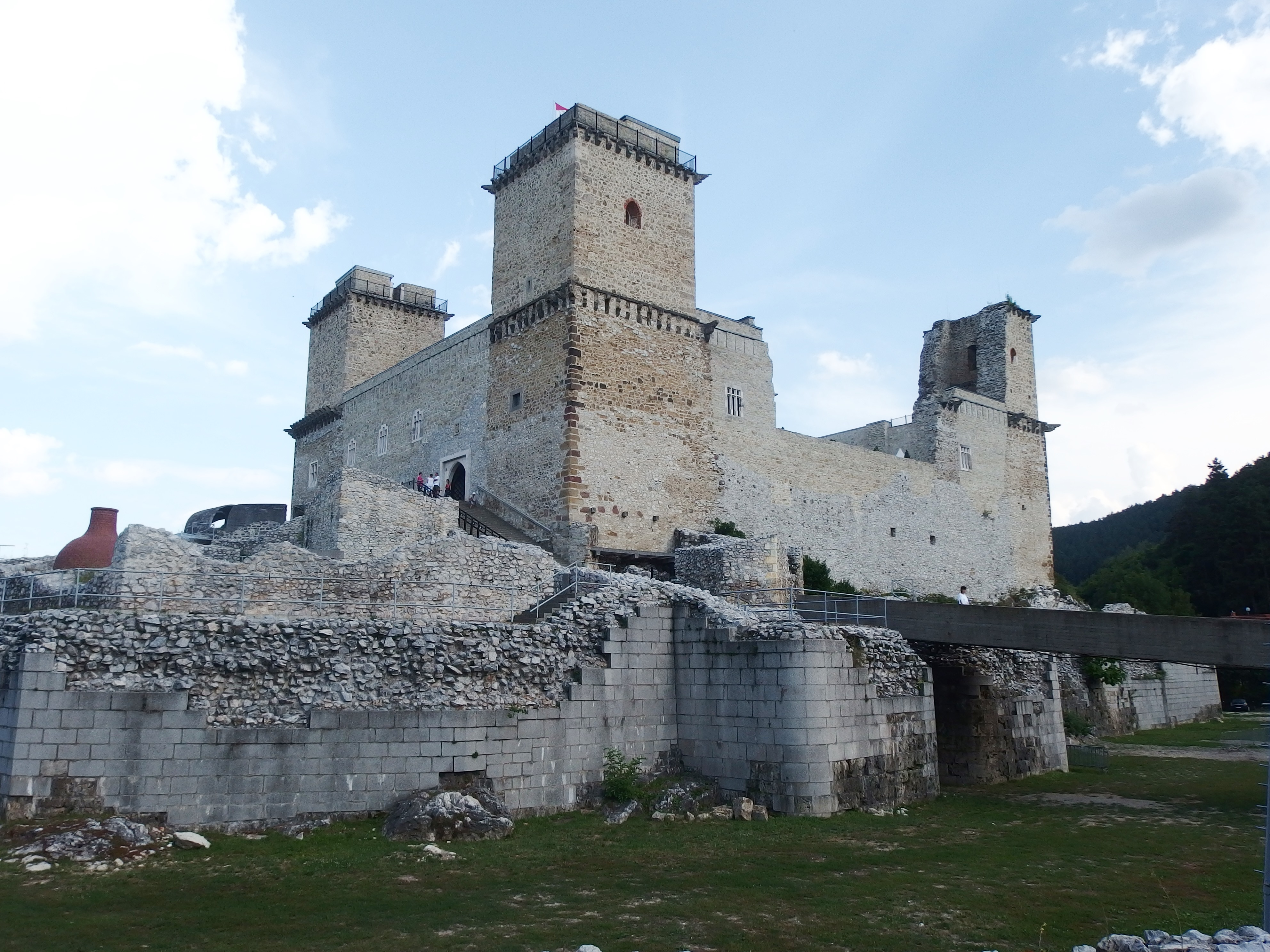
Burg Diósgyőr

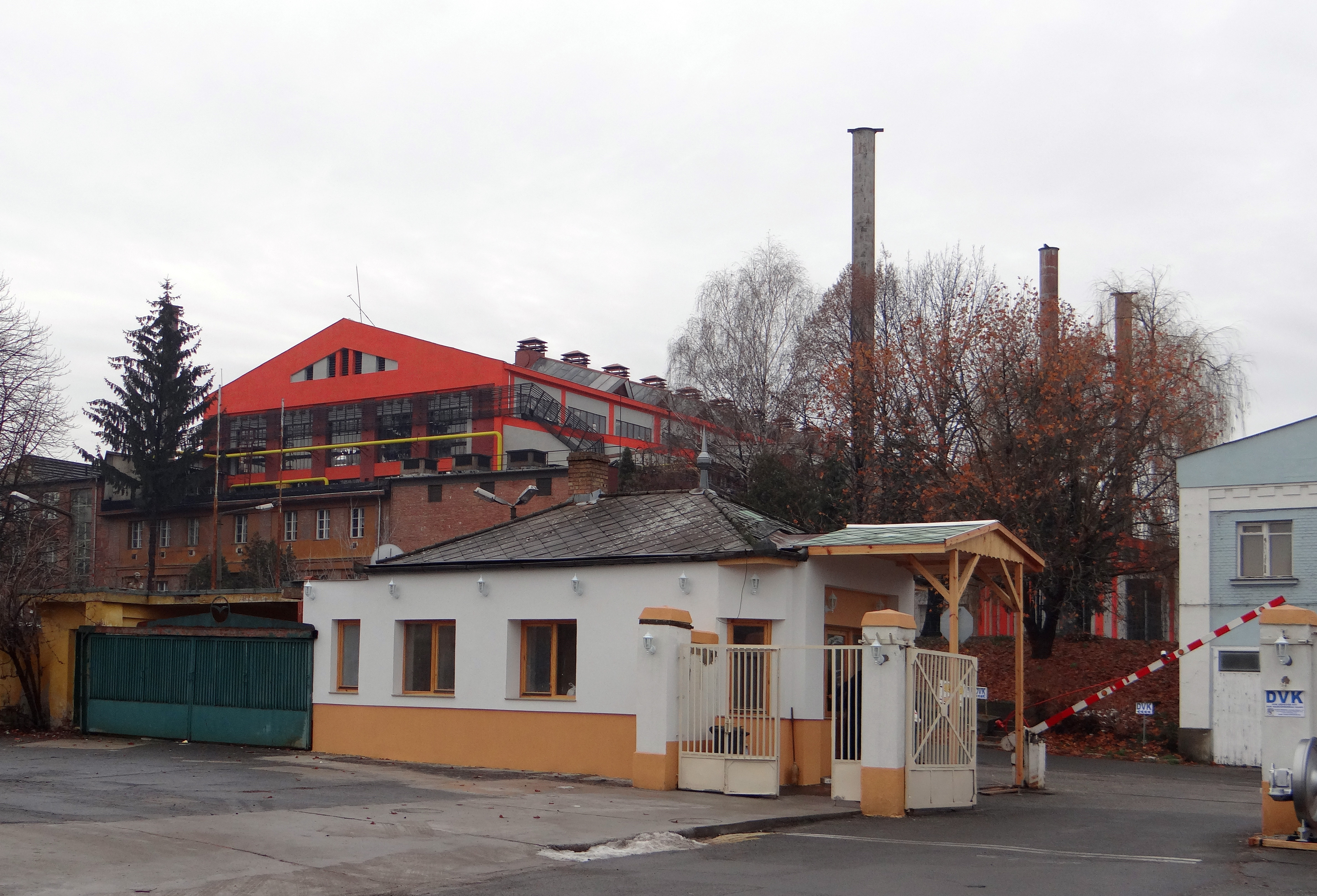
Maschinenfabrik in Diósgyőr

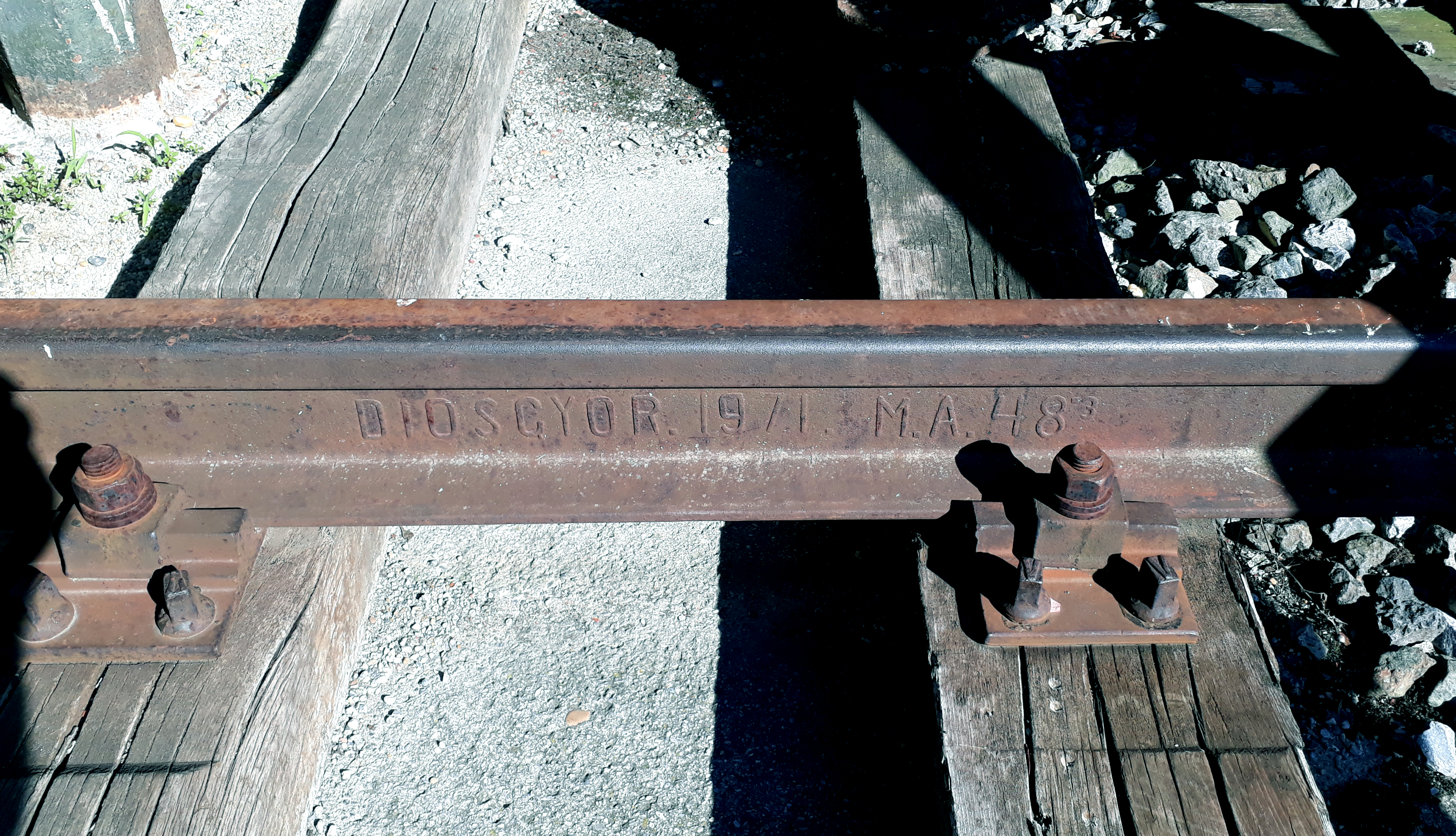
Schiene mit Walzzeichen DIOSGYŐR im Bahnhof Mönchhof der Neusiedler Seebahn

Diósgyőr [ˈdi.oːʒɟøːr] ist eine historische Stadt im Nordosten von Ungarn und heute ein Stadtteil von Miskolc. 1945 wurden Miskolc, Hejőcsaba und Diósgyőr vereinigt, dadurch entstand das heutige Nagy-Miskolc (Groß-Miskolc).
Die mittelalterliche Burg Diósgyőr, die 1271 erstmals urkundlich erwähnt wurde, ist heute die Hauptattraktion des Stadtteils, in dem etwa 60.000 Menschen leben.
Der Fußballverein Diósgyőri VTK, gegründet 1910, spielt seit 2004 in der ersten ungarischen Liga, wo er die Spielzeit 2020/21 auf Rang 11 beendete.
Das Walzwerk in Diósgyőr produzierte von 1870 bis 1999 Eisenbahnschienen für die Bahnen Ungarns. Solche Schienen wurden auch für die Strecken der Raab-Oedenburg-Ebenfurter Eisenbahn (Raaberbahn, Győr-Sopron-Ebenfurti Vasút, ROeEE oder GySEV) in Österreich verwendet.

## Söhne und Töchter
- Flórián Kovács (1754–1825), römisch-katholischer Geistlicher, Bischof von Satu Mare
- József Veres (1906–1993), Politiker
- Attila Miklósházy (1931–2018), Ordensgeistlicher, römisch-katholischer Bischof